# Александрия (мухафаза)
Александри́я (Аль-Искандери́я) (араб. الإسكندرية‎) — мухафаза в Арабской Республике Египет. Административный центр — город Александрия. Расположена на севере страны, на побережье Средиземного моря, к западу от мухафазы Бухейра и к востоку от мухафазы Матрух. Население 4 110 015 жителей (2006). Помимо собственного города Александрия мухафаза включает в себя город Новый Борг-эль-Араб к западу от Александрии, где находится международный аэропорт.

## Население
| Городской округ  | Население |
| ---------------- | --------- |
| Эль-Мунтазах     | 1 190 287 |
| Шарк (восток)    | 985 786   |
| Уасат (середина) | 520 450   |
| Эль-Гумрук       | 145 558   |
| Гарб (запад)     | 386 374   |
| Эль-Амрия        | 845 845   |
| Борг-эль-Араб    | 113 209   |
| Итого            | 4 187 509 |

Данные на 01. 01. 2008.

## Экономика
- Александрийский металлургический завод